# Черемисское кладбище
«Черемисское кладбище» — археологический памятник древнемарийской культуры в 3 км к востоку от деревни Валово и в 4 км к юго-востоку от села Макарьевское Ветлужского района Нижегородской области.
Отто Николаевич Бадер отнёс этот памятник к VIII—X вв. Эту же датировку поддержал А. П. Смирнов. А. Х. Халиков и Г. А. Архипов определили время функционирования могильника в пределах IX—XI вв., делая исключение для одного погребения, которое считали возможным датировать VIII — началом IX вв. Судя по вещевому комплексу (височные кольца с одним отогнутым концом, головные цепочки, нагрудная бляха с прорезными краями и шумящими подвесками и т. д.), Т. Б. Никитина согласна с О. Н. Бадером и А. П. Смирновым и также датирует «Черемисское кладбище» VIII—X вв.